# Niederried bei Kallnach
Pour les articles homonymes, voir Niederried.
Niederried bei Kallnach est une localité et une ancienne commune suisse du canton de Berne, située dans l'arrondissement administratif du Seeland.

## Histoire
La commune a été annexée par la commune voisine de Kallnach le 1er janvier 2013.